# Cervera
|  | Per a altres significats, vegeu «Cervera (desambiguació)». |

Cervera és una ciutat del centre-oest de Catalunya, capital de la comarca de la Segarra i cap del partit judicial de Cervera, a la Vegueria de Ponent. El municipi de Cervera, de 55,19 km², es troba dins la Depressió Central al sector meridional de la comarca de la Segarra. La població censada és de 9.440 habitants. El paisatge de Cervera mostra uns terrenys molt aprofitats, conreats arreu. El relleu del terme és força representatiu del paisatge de la comarca. Hi predominen les valls amples i generalment poc fondes, i emmarcades per llargues carenes pràcticament horitzontals.
La ciutat es caracteritza per la riquesa del seu patrimoni cultural i monumental. Un total d'onze monuments del municipi estan catalogats com a Bé Cultural d'Interès Nacional (BCIN) per la Generalitat de Catalunya: el castell (segle xi), l'església de Sant Pere el Gros (segle xi), el recinte emmurallat (segle xvi), la parròquia de Santa Maria (segles xiv-xv), l'edifici de la Paeria (segles xvii-xviii), la Universitat (segle xviii), el nucli històric, el Sindicat (segle xx) i els castells dels nuclis agregats Castellnou d'Oluges, la Prenyanosa i Malgrat.

## Etimologia
El terme Cervera ja apareix en documents del segle xi. Probablement prové del llatí Cervaria, «terra de cérvols».

## Història

### Orígens
L'any 1026, tres famílies pageses van construir un primer establiment a la Segarra, en aquells moments deshabitada. Més tard els comtes de Barcelona els van confirmar la possessió d'aquelles terres que havien ocupat, molt probablement per reafirmar el seu poder, ja que la Segarra era en aquells moments una zona fronterera entre el domini cristià i el musulmà, creant una primera fortalesa (castrum Cervarie).
Estabilitzada la frontera occidental a Lleida l'any 1149, Cervera va créixer ràpidament en forma de vila closa (amb les cases adossades a la muralla, és a dir la paret de les cases era alhora el mur defensiu). Els habitants s'havien alliberat dels abusos dels senyors feudals, i a partir de privilegis reials el municipi s'organitzà successivament en forma de Confraria (1182), de Consolat (1202), i des del 1267 fins a l'actualitat, de Paeria. No fou, però, fins al segle xviii, concretament l'any 1702, que no se li concedís el títol de ciutat per part del rei Felip V.

### La Universitat
Carles II, últim rei espanyol de la casa d'Àustria, mor l'any 1700, i en el seu testament deixa com a hereu de tots els seus dominis Felip d'Anjou. El nou rei, amb el nom de Felip V, és acceptat tant al regne de Castella com a la Corona d'Aragó. El Regne d'Anglaterra, al capdavant de les nacions contràries al predomini dels Borbons, proposava com a successor del tron espanyol Carles III d'Aragó i l'any 1702 comença una guerra civil espanyola (la Guerra de Successió) i l'any 1705 la Corona d'Aragó canvià de bàndol. A Cervera hi havia partidaris de totes dues faccions com en la majoria de poblacions catalanes.

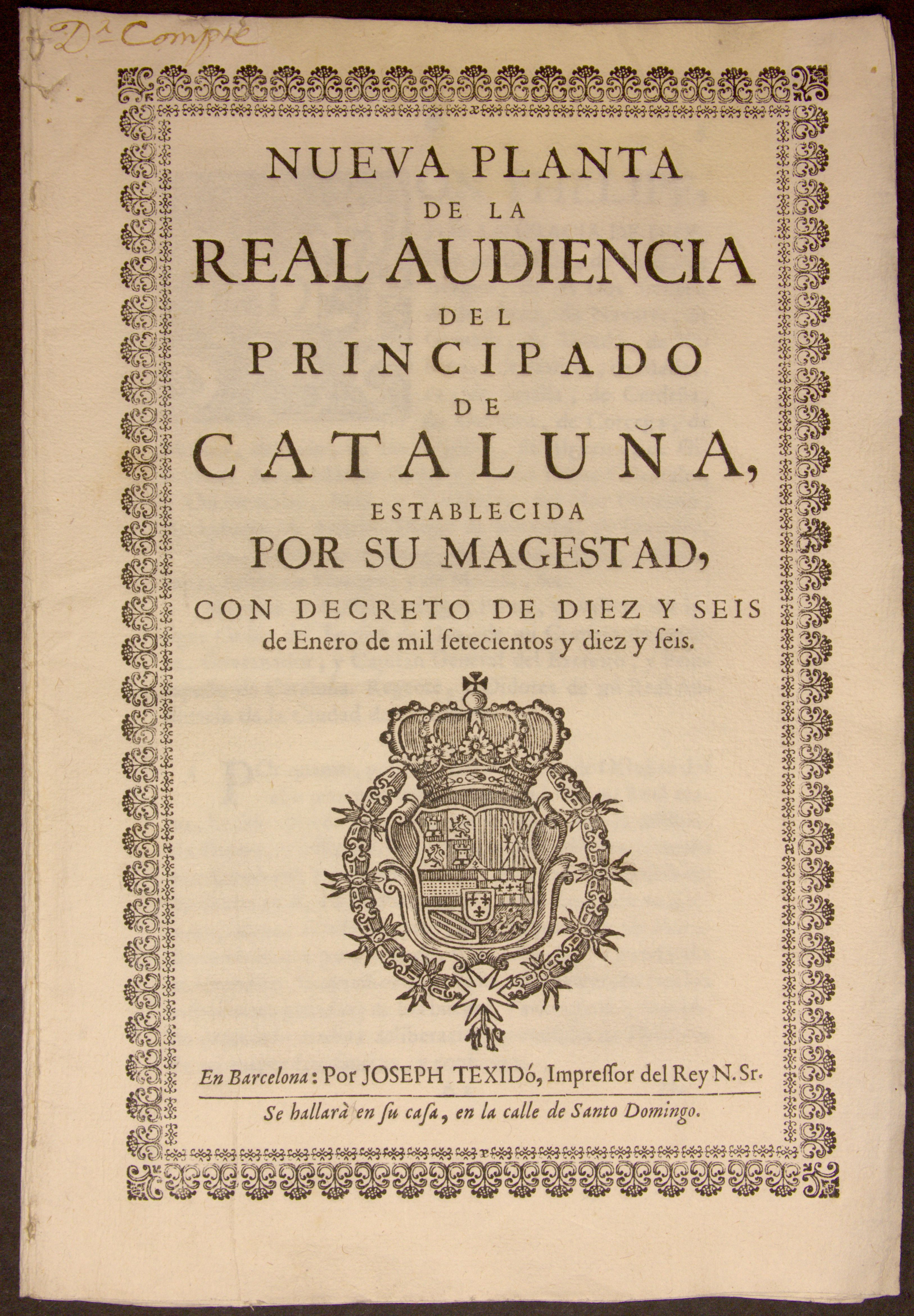
Amb el Decret de Nova Planta es van tancar totes les universitats concentrant-les a la universitat de Cervera.

Finalitzada la guerra, Cervera, que havia quedat devastada, va decidir donar suport als que governaven (els Borbons) i va enviar dos ambaixadors a la Cort amb la missió de convèncer els ministres de Felip V de la seva fidelitat absoluta, amb la finalitat d'obtenir una recompensa lògica i en una de les 30 peticions demanaven un estudi general —una universitat- com el de Lleida. Felip V, doncs, va ordenar construir una gran universitat central a Cervera i abolir-ne la resta (pel decret de Nova Planta). La creació de la Universitat de Cervera significà un augment econòmic important per a la ciutat, en part pels beneficis que ocasionà l'allotjament de prop de 2.000 estudiants, fet que provocà que la població de Cervera es doblés.

### Decadència i prosperitat
L'any 1842 els estudis universitaris van ser traslladats a Barcelona, cosa que va representar una pèrdua econòmica important. L'arribada del ferrocarril a la ciutat l'any 1860 i la millora d'alguns serveis públics (com l'abastament d'aigua), juntament amb l'establiment de diverses indústries i d'un important comerç de vi, ocasionaren una certa revifalla econòmica.
Durant la Tercera Guerra Carlina, la matinada del 16 de febrer de l'any 1875, els carlins van intentar conquerir Cervera, ocupada per les forces liberals, però van ser rebutjats. En record de la batalla es du a terme la Processó del Puro.
L'aparició de la fil·loxera va provocar la ruïna de moltes vinyes de la Segarra, cosa que comportà una forta crisi en el comerç vinater cerverí, que es recuperà una mica amb la creació del Sindicat Agrícola (1919).

### L'arribada de la democràcia
Cervera va participar activament en la transició de la democràcia i la restitució de les llibertats, la Generalitat i l'Estatut d'Autonomia de Catalunya. La ciutat va acollir el 1976 la Marxa de la Llibertat i va tenir un nucli de l'Assemblea de Catalunya. Els seus habitants van recuperar el carrer com a espai de sociabilitat i també com a espai de festa, així doncs la naixent Assemblea de Joves de Cervera va impulsar la recuperació dels gegants de la ciutat, la dinamització de la Festa Major del Sant Crist i la creació de la setmana cultural Isagoge; i va crear juntament amb la redacció de la Revista El Carreró de les Bruixes la festa de l'Aquelarre de Cervera, una celebració que porta prop de quaranta edicions fent nom a la ciutat.
La ciutat ha portat a terme grans transformacions socials, urbanístiques i culturals des l'entrada a la democràcia als anys setanta.

## Geografia[1]
- Llista de topònims de Cervera (Orografia: muntanyes, serres, collades, indrets..; hidrografia: rius, fonts...; edificis: cases, masies, esglésies, etc)

El municipi de Cervera, de 55,19 km², és al sector meridional de la comarca de la Segarra. El terme de Cervera, però, no ha estat sempre tan extens. Fins al 1972 el municipi tenia una extensió de 38,0 km², i comprenia, a més de la ciutat de Cervera, el poble de Vergós de Cervera i la quadra de Monells. Aquest any li fou agregat l'antic municipi de la Prenyanosa, de 17,2 km², del qual formaven part la Prenyanosa, Malgrat, Castellnou d'Oluges, la Cardosa i les caseries de Tudela i de Queràs.
El terme de Cervera limita al nord amb Torrefeta i Florejacs i Tarroja de Segarra, pel nord-est amb Sant Ramon, per l'est amb les Oluges i Estaràs, al sud-est amb l'extens municipi de Ribera d'Ondara, al sud amb Montoliu de Segarra i Granyena de Segarra i per l'oest amb Granyanella i els Plans de Sió.
El relleu del terme és força representatiu del paisatge de la comarca. Hi predominen les valls amples i generalment poc fondes, i emmarcades per llargues carenes pràcticament horitzontals. El punt més alt de Cervera és a la capçalera de la riera de Monells on arriba a 650 m d'altitud, prop del límit amb el municipi de Ribera d'Ondara. Altres punts que destaquen són el tossal de la Bagassa (548 msnm), Turó del Terròs (575 msnm), el tossal de Miralles (593 msnm), los Tossalets (599 msnm) i l'emblemàtic Tossal de les Forques (562msnm). La característica física més destacada és l'existència de dues valls: la del riu Ondara i la del Sió.
El riu d'Ondara solca el municipi en direcció SE-W. El riu entra al terme després de deixar a l'esquerra el poble de Sant Pere dels Arquells i fa cap a Vergós. El riu passa a tocar del sector meridional de la ciutat, a prop de l'ermita de Sant Pere el Gros. El riu d'Ondara rep per l'esquerra les aigües del Torrent Salat i per la dreta hi vessa la riera de Monells.
El Sió passa pel nord del municipi de Cervera en direcció SE-NW. El riu entra al terme tot just després de deixar a la dreta el poble de Les Oluges. Poc abans del poble de Castellnou d'Oluges hi ha l'aiguabarreig amb el clot de Llobateres, que hi desguassa per la dreta, igual que ho fa el barranc de Malgrat. El riu es perd en terres del terme de Tarroja de Segarra després de deixar a l'esquerra el poble de la Prenyanosa.
El paisatge de Cervera mostra uns terrenys molt aprofitats, conreats arreu. Destaquen els marges i les parets que esglaonen els antics pendents, en alguna vall i indret elevat encara perduren els boscos de garrics, de pins, d'alzines i roures.
La principal via de comunicació per a accedir a Cervera és l'Autovia A-2 de Barcelona a Madrid. La N-II travessava la ciutat mitjançant un túnel que passa per sota el nucli antic foradant el tossal per sota les muralles. Aquest túnel es va construir després de la guerra civil espanyola, l'any 1945; la major part dels seus treballadors eren presoners i per fer forat s'utilitzaven voladures amb dinamita amb les consegüents tremolors de les cases dels habitants de Cervera. Les obres finalitzaren l'any 1949 i el túnel es va inaugurar l'11 de juliol del mateix any.
També és important l'eix transversal (C-25) que comunica Cervera amb Girona. Es pot arribar també a Cervera mitjançant la línia de ferrocarril RL4 que uneix Lleida amb Barcelona passant per Manresa. Aquesta línia va ser inaugurada el dia 30 d'abril de 1860.

## Política i govern

### Composició de la corporació municipal
El Ple de la Paeria està format per 13 paers. En les eleccions municipals de 28 de maig de 2023 en foren 5 del Partit dels Socialistes de Catalunya, 3 de Junts per Cervera (Junts), 3 de Solucions i Futur (SiF) i 2 d'Esquerra Republicana de Catalunya-Acord Municipal.
| Eleccions municipals de 28 de maig de 2023 - Cervera                                  |                                                   |                                     |                                     |        |          |          |
| Candidatura                                                                           | Candidatura                                       | Candidatura                         | Cap de llista                       | Vots   | Vots     | Regidors |
|                                                                                       | Partit dels Socialistes de Catalunya              |                                     | Jan Pomés i López                   | 926    | 31,18%   | 5 (+3)   |
|                                                                                       | Junts per Cervera                                 |                                     | Ramon Augé i Gené                   | 576    | 19,40%   | 3 ()     |
|                                                                                       | Solucions i Futur                                 |                                     | Joan Prat i González                | 547    | 18,42%   | 3 (+1)   |
|                                                                                       | Esquerra Republicana de Catalunya-Acord Municipal |                                     | Joan Santacana i Vélez              | 526    | 17,71%   | 2 (-2)   |
|                                                                                       | Altres candidatures                               |                                     |                                     | 269    | 9,05%    | 0 ()     |
|                                                                                       | Vots en blanc                                     |                                     |                                     | 75     | 1,96%    |          |
| Total vots vàlids i regidors                                                          | Total vots vàlids i regidors                      | Total vots vàlids i regidors        | Total vots vàlids i regidors        | 3.826  | 100 %    | 13       |
|                                                                                       | Vots nuls                                         | Vots nuls                           | Vots nuls                           | 48     | 1,123%   |          |
| Participació (vots vàlids més nuls)                                                   | Participació (vots vàlids més nuls)               | Participació (vots vàlids més nuls) | Participació (vots vàlids més nuls) | 3.104  | 51,33%** |          |
| Abstenció                                                                             | Abstenció                                         | Abstenció                           | Abstenció                           | 2.943* | 48,66%** |          |
| Total cens electoral                                                                  | Total cens electoral                              | Total cens electoral                | Total cens electoral                | 5.921* | 100 %**  |          |
| Paer en cap: Jan Pomés i López                                                        |                                                   |                                     |                                     |        |          |          |
| Fonts: JEC (* No són vots sinó electors. ** Percentatge respecte del cens electoral.) |                                                   |                                     |                                     |        |          |          |

### Alcaldes en el període democràtic
| Període     | Alcalde o alcaldessa                                 | Partit polític                       | Data de possessió     | Observacions                       |
| ----------- | ---------------------------------------------------- | ------------------------------------ | --------------------- | ---------------------------------- |
| 1979–1983   | Joan Salat i Tarrats                                 | Logotip de CiU                       | 19/04/1979            | --                                 |
| 1983–1987   | Joan Salat i Tarrats                                 | Logotip de CiU                       | 28/05/1983            | --                                 |
| 1987–1991   | Joan Salat i Tarrats                                 | Logotip de CiU                       | 30/06/1987            | --                                 |
| 1991–1995   | Joan Salat i Tarrats                                 | Logotip de CiU                       | 15/06/1991            | --                                 |
| 1995–1999   | Ramon Balcells i Sala Joan Miquel Camacho i Altisent | Independents                         | 17/06/1995            | --                                 |
| 1999–2003   | Salvador Bordes i Balcells                           | Logotip de CiU                       | 03/07/1999            | --                                 |
| 2003–2007   | Salvador Bordes i Balcells                           | Logotip de CiU                       | 14/06/2003            | --                                 |
| 2007–2011   | Joan Valldaura i Pujol                               | Logotip del PSC                      | 16/06/2007            | --                                 |
| 2011–2015   | Ramon Royes i Guàrdia                                | Logotip de CiU                       | 11/06/2011            | --                                 |
| 2015–2019   | Ramon Royes i Guàrdia                                | Logotip de CiU                       | 13/06/2015            | --                                 |
| 2019-2023   | Ramon Augé i Gené Joan Santacana i Vélez             | Logotip de JuntsXCAT · Logotip d'ERC | 15/06/2019 12/06/2020 | Moció de censura contra Ramon Augé |
| Des de 2023 | Jan Pomés i López                                    | Logotip del PSC                      | 17/06/2023            | --                                 |

## Demografia
| Entitat de població | Habitants (2024) |
| Cervera             | 9.462            |
| Castellnou d'Oluges | 33               |
| Vergós              | 28               |
| la Prenyanosa       | 19               |
| la Cardosa          | 7                |
| Malgrat             | 4                |
| Font: Idescat       |                  |

| 1497 f | 1515 f | 1553 f | 1717  | 1787  | 1857  | 1877  | 1887  | 1900  | 1910  |
| ------ | ------ | ------ | ----- | ----- | ----- | ----- | ----- | ----- | ----- |
| 569    | 527    | 528    | 2.325 | 4.808 | 5.057 | 4.203 | 4.592 | 4.840 | 4.287 |

| 1920  | 1930  | 1940  | 1950  | 1960  | 1970  | 1981  | 1990  | 1992  | 1994  |
| ----- | ----- | ----- | ----- | ----- | ----- | ----- | ----- | ----- | ----- |
| 4.682 | 4.957 | 5.210 | 5.568 | 5.652 | 6.023 | 6.406 | 6.950 | 6.993 | 6.993 |

| 1996  | 1998  | 2000  | 2002  | 2004  | 2006  | 2008  | 2010  | 2012  | 2014  |
| ----- | ----- | ----- | ----- | ----- | ----- | ----- | ----- | ----- | ----- |
| 7.153 | 7.272 | 7.437 | 8.123 | 8.564 | 9.305 | 9.247 | 9.361 | 9.440 | 9.039 |

| 2016  | 2018  | 2020  | 2022  | 2024  | 2026 | 2028 | 2030 | 2032 | 2034 |
| ----- | ----- | ----- | ----- | ----- | ---- | ---- | ---- | ---- | ---- |
| 9.013 | 9.066 | 9.350 | 9.393 | 9.533 | -    | -    | -    | -    | -    |

El 1787 incorpora Vergós i el 1972 l'antic municipi de la Prenyanosa, que inclou la Cardosa, Castellnou d'Oluges i Malgrat.

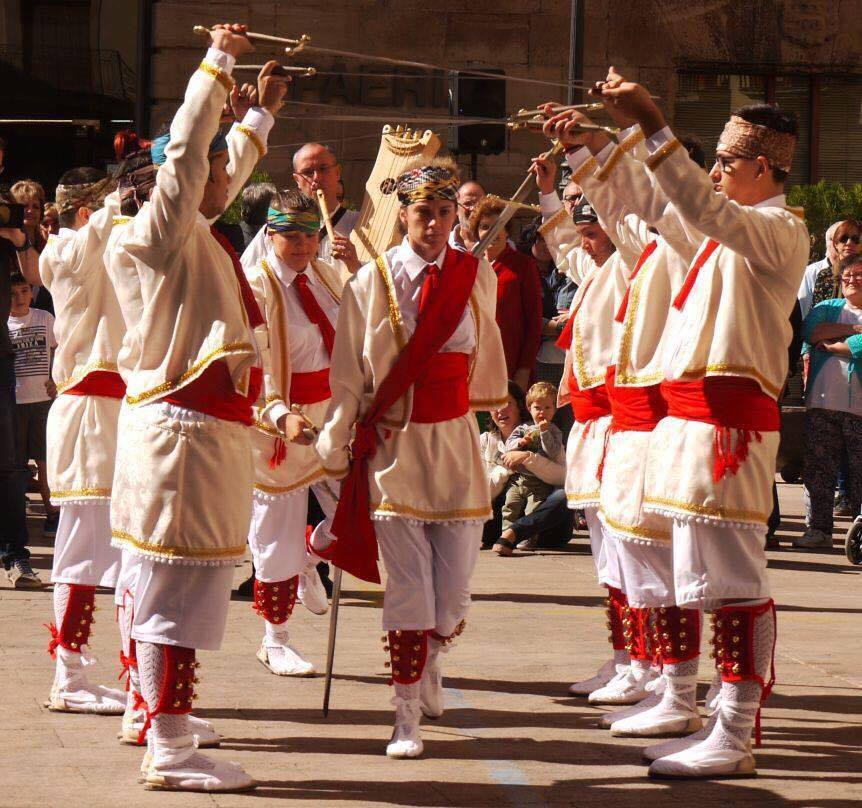
Ball d'Espases de Cervera. El primer ball d'espases de Catalunya.

## Festivitats[10]
- Festa Major del Santíssim Misteri, festa major d'hivern de Cervera. Se celebra el 6 de febrer i la seva vigília el 5 de febrer amb el tradicional cant de les Completes. Antigament era la festa més important de la ciutat, després del Corpus, amb una gran participació popular: tronades, cercaviles del seguici festiu (gegants, ball de bastons, àliga...), processons, fira de bestiar, concerts i balls al Casal Català i al Centre Obrer.

- Processó del Puro. Se celebra el 16 de gener, i és una processó laica de la Paeria fins al cementiri per commemorar la derrota dels carlistes davant els liberals en les carlinades. Alguns homes hi anaven amb el puro encès a diferència de les processons religioses.

- Passió de Cervera. Se celebra a la ciutat des de 1447, data que consta en els primers documents històrics que hi fan referència. Els mesos de març i abril es realitzen les diferents representacions en el Gran Teatre de la Passió de Cervera, fet especialment per albergar-la i que actualment consta de 1700 localitats i mou tot el cicle de teatre de la ciutat amb una programació teatral estable durant tot l'any.

- Corpus Christi, celebrada a la ciutat des de 1337. El dissabte se celebra la Festa dels Diables de Cervera - Carranquers amb una mostra de cultura popular i la representació del ball parlat per part del Ball de Diables. L'endemà, diada de Corpus, es confeccionen les tradicionals catifes de flors, al migdia se celebra la processó religiosa en honor del Santíssim Sagrament i a la tarda una cercavila amb la imatgeria i danses del seguici festiu.
- Festa de Sant Magí. Se celebra el 19 d'agost, amb el repartiment de l'aigua miraculosa del Santuari de Sant Magí de Brufaganya transportada amb mules i cavalls carregats d'argadells guarnits amb boix.
- Aquelarre. Se celebra el cap de setmana de l'últim dissabte d'agost des de 1978.[11] Festa del foc, de bruixes, diables, correfocs, espectacles, música, màgia i esoterisme.
- Isagoge, setmana cultural, que se celebra els dies anteriors a la Festa Major del Sant Crist.
- Festa Major del Sant Crist, festa major d'estiu. Se celebra el cap de setmana del quart diumenge de setembre, de divendres a dilluns. Es realitzen gran diversitat d'actes culturals i tradicionals entre els quals destaca el pregó i la tronada del divendres al vespre, la trobada de gegants del dissabte a la tarda, diumenge amb ofici, passada del seguici festiu i actuació castellera; i dilluns, la festa major petita, seguici festiu infantil i activitats per als més petits.

(vegeu també el Seguici Festiu de Cervera)

## Entitats
La ciutat té una rica vitalitat associativa històricament. Actualment té prop de 200 entitats, associacions i fundacions que donen vida i enriqueixen les places, espais i carrers de la població amb multitud d'activitats socials, musicals, esportives, culturals, tradicionals o comercials al llarg de l'any.

### Ball Diables de Cervera - Carranquers
Els Carranquers de Cervera són una colla de diables fundada l'any 1994. Tanmateix, la primera referència escrita dels diables a la ciutat la trobem en l'ordenació de la processó de Corpus de l'any 1411. Disposa d'una colla gran i una colla infantil, així com de bestiari, grallers i tabalers. Participen activament en les festes de la ciutat amb correfocs, carretillades i seguicis populars.

### Club Natació Cervera
El Club Natació Cervera és un club fundat a principis de la temporada 2007/08 per Joan Lluís Mas Aguilar a Cervera. Cada any organitza el Trofeu Fira de Sant Isidre A la temporada 2013/14 va entrar a la tercera divisió de la Copa Catalana de clubs absoluta de natació. Finalment el club es va aconseguir mantenir a tercera divisió obtenint la quarta plaça. La temporada 2015/16 va arribar el primer gran èxit a nivell d'equip per al Club Natació Cervera quan va aconseguir ascendir a segona divisió per primera vegada a la seva història quedant segon a tercera divisió.

## Conjunt patrimonial monumental i artístic

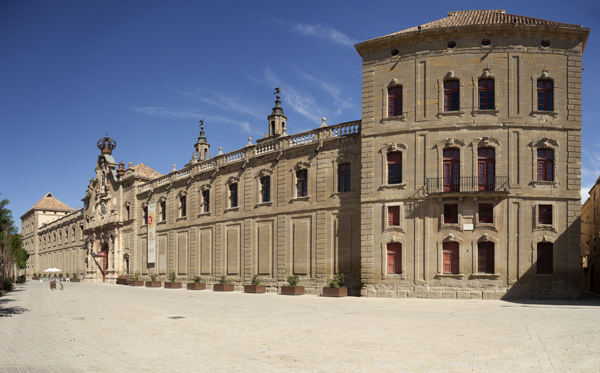
Edifici de la Universitat de Cervera, únic exemple català d'arquitectura civil del

La ciutat es caracteritza per la riquesa del seu patrimoni cultural i monumental. Un total d'onze monuments del municipi estan catalogats com a Bé Cultural d'Interès Nacional (BCIN) per la Generalitat de Catalunya: el castell (segle xii), l'església de Sant Pere el Gros (segle xi), el recinte emmurallat (segle xiv), la parròquia de Santa Maria (segle xiv-xv), l'edifici de la Paeria (segle xvii-xviii), la Universitat (segle xviii), el nucli històric, el Sindicat (segle xx) i els castells dels nuclis agregats Castellnou, la Prenyanosa i Malgrat.
- Església de Santa Maria, d'estil gòtic català, té tres naus, una torre octogonal, i una notable porta romànica.
- Església de Sant Miquel de Tudela, església romànica als afores de Cervera.
- Església de Sant Antoni, dels segles xiii al xviii, hi una talla del Sant Crist del segle xiv.
- Universitat, bastida entre el 1718 i el 1740, és d'estil neoclàssic amb ornaments barrocs a la façana exterior. Aquí va estudiar Narcís Monturiol i Estarriol, Joan Prim, Jaume Balmes i Milà i Fontanals. És l'únic edifici d'arquitectura civil del segle xviii a Catalunya.
- Muralles, construïdes durant el segle xiv per ordre de Pere III el Cerimoniós.
- Carreró de les bruixes, es pot observar l'estructura medieval de la vila i lloc de naixement de la festa de l'Aquelarre.Mènsula del Palau de la Paeria de Cervera. Seu de l'Ajuntament de la Ciutat.

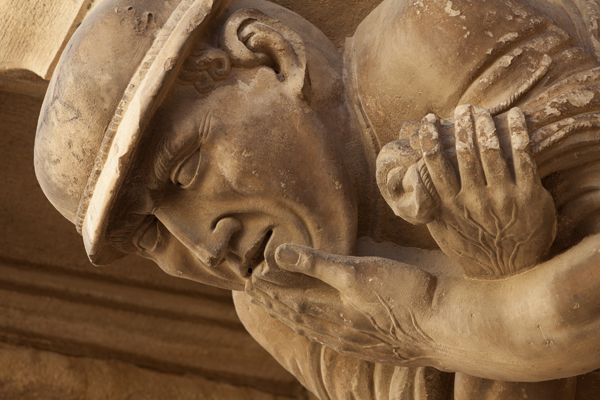
Mènsula del Palau de la Paeria de Cervera. Seu de l'Ajuntament de la Ciutat.

- Església de Sant Joan, del segle xii, formava part de l'antic Hospital de Sant Joan de Jerusalem.
- Auditori municipal, on l'any 1359 se celebraren les Corts Catalanes i el 1469 va tenir lloc el parlament pel qual Ferran el Catòlic acceptava les condicions de casament amb Isabel de Castella.
- Convent de Sant Agustí, dels segles xiv i xv, conserva la seva fisonomia medieval.
- Hospital de Berenguer de Castelltort, fundat a finals del segle xiv per un mercader cerverí.
- Farinera del Sindicat Agrícola, edifici modernista construït per Cèsar Martinell -patrimoni industrial de la ciutat-.
- Sant Pere el Gros, és una petita ermita romànica del segle xi, l'única resta del conjunt monàstic que hi havia hagut vinculat al monestir de Ripoll. És un dels pocs exemples de rotonda romànica a Catalunya.
- Casa Duran i Sanpere, actual seu del Museu Comarcal de Cervera.[18] Edifici de final del segle xix -declarat BCIN- que en el seu interior converva intactes els objectes i sales d'una casa burguesa.
- Paeria de Cervera, edifici barroc palau del govern municipal amb les mènsules que sostenen els balcons. Les mènsules representen els cinc sentits i les raons per les quals es pot anar a la presó.
- Plaça del Fossar, plaça amb mirador des d'on es pot apreciar tota la comarca de la Segarra.

### Carrer Major

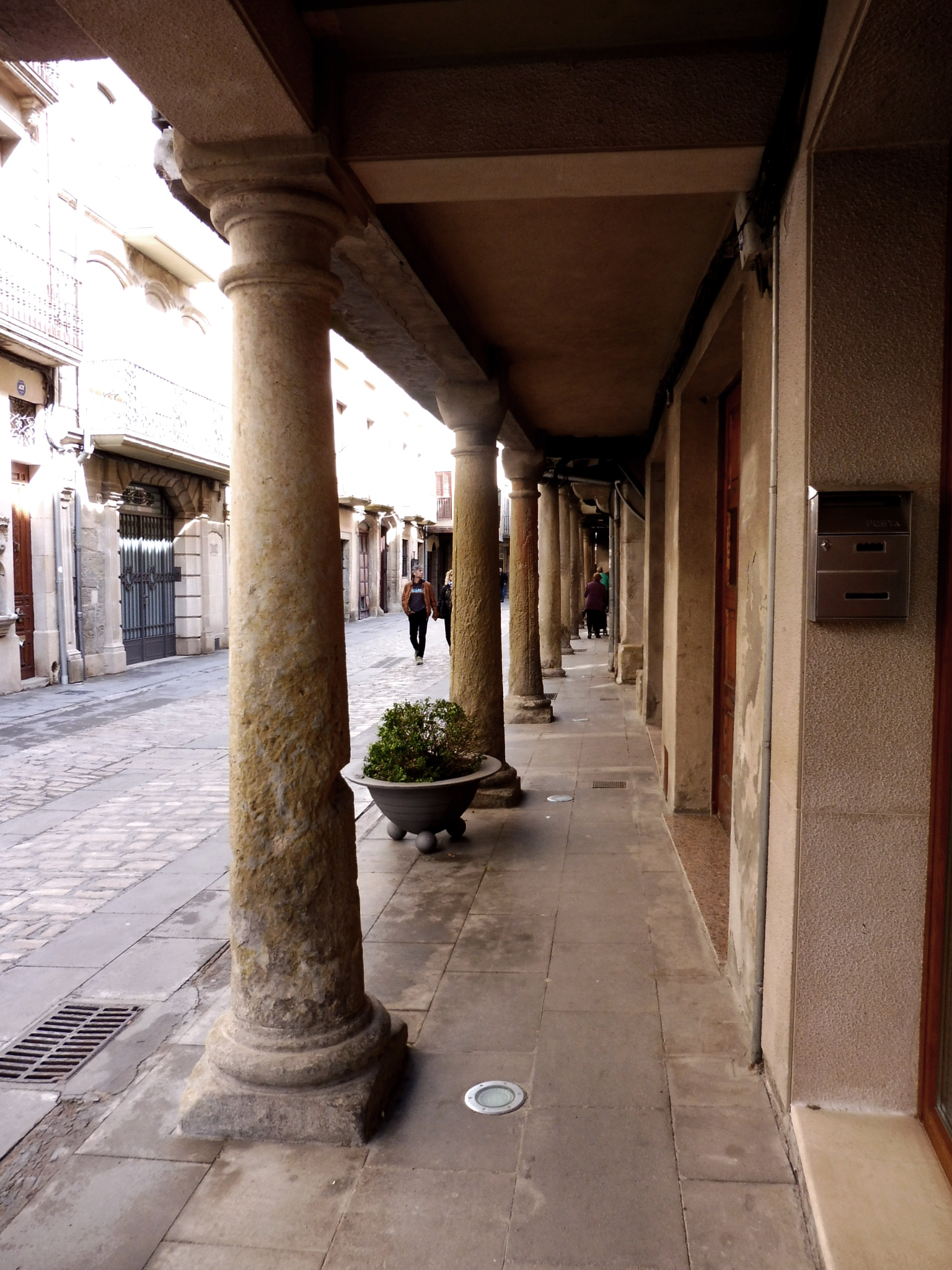
Voltes porxades del Carrer Major de Cervera.

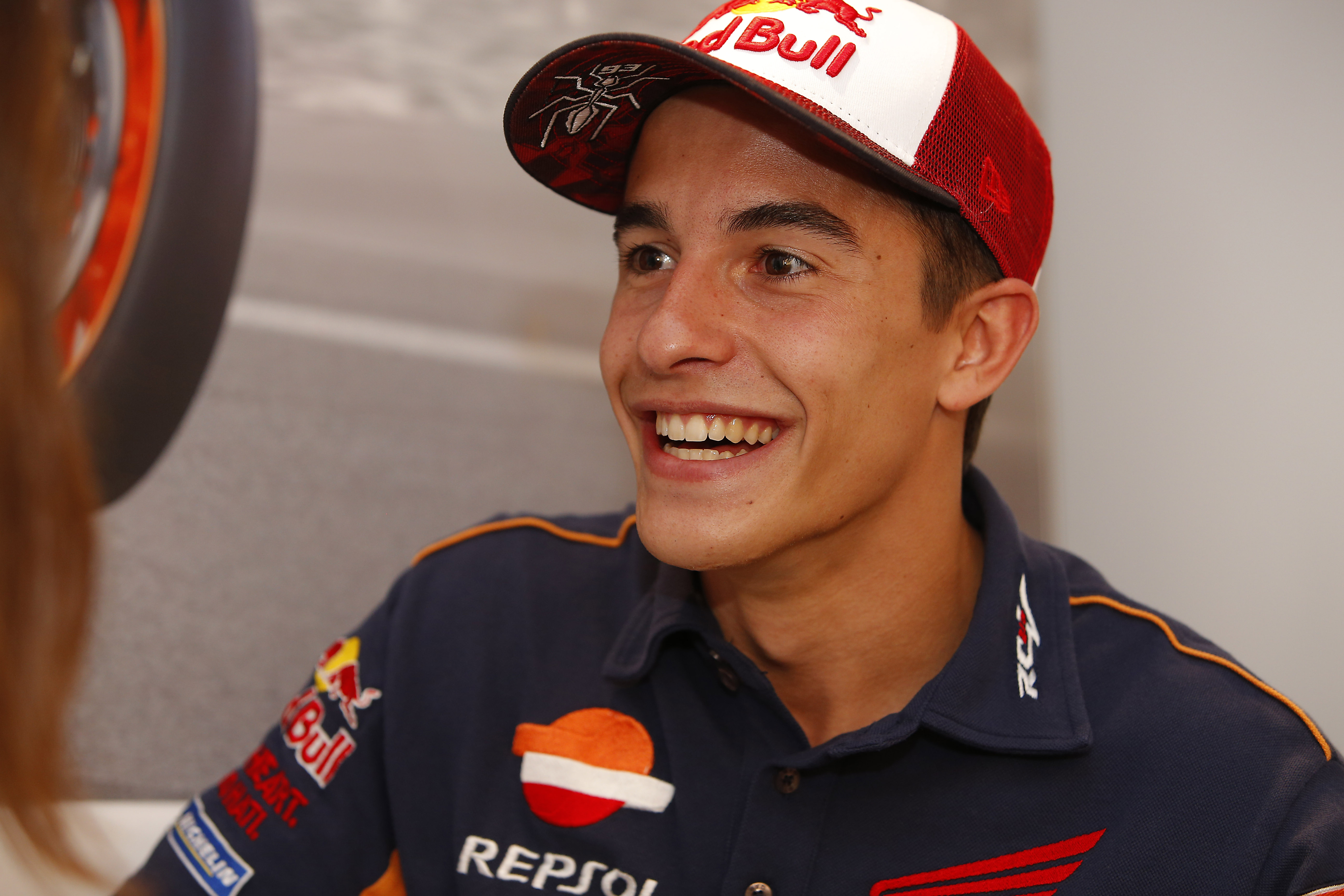
Marc Márquez, cerverí i campió del món de motociclisme

El Carrer Major és un dels carrers més importants de la ciutat. S'hi poden observar unes quantes façanes caracteritzades per obertures d'arc rebaixat, amb la clau central i petites finestres sota teulada. És una clara influència de l'arquitectura de la Universitat i de l'època d'esplendor que va viure la ciutat amb el seu establiment.

## Bandera i escut[1]
L'escut té com a figura principal el cérvol, que dona nom a la vila, però en els esmalts dels senyors de Cervera, que eren diferents dels esmalts del cérvol de la vila de Cervera. El 2015 es va aprovar tramitar el canvi de manera que l'escut passava a ser igual però els cérvols serien d'or sobre fons de gules (vermell). La bandera es proposava que fos en "x" en lloc de en creu, amb el cérvols daurats sobre fons vermell.

## Personatges destacats
- Cerverí de Girona o Guillem de Cervera (1259-1285), trobador de Jaume I.
- Josep de Vega i de Sentmenat (1754-1831), professor de la Universitat de Cervera, polític català a les Corts de Cadis i iniciador de l'estudi del folklore a Catalunya.
- Josep Finestres i Monsalvo (1688-1777), jurista, catedràtic i vicecanceller de la Universitat de Cervera.
- Ramon Llàtzer de Dou i de Bassols (1742 - 1832), jurista, Canceller de la Universitat de Cervera i president del Congrés dels Diputats de l'Estat Espanyol.
- Josep Salvany i Lleopart (1777-1810), metge militar i cirurgià. Copartícep de la Reial Expedició Filantròpica de la Vacuna.
- Joan Pont i Cos (1813-1885), eclesiàstic i compositor de música religiosa.
- Anna Maria Janer i Anglarill (1800-1885), beata fundadora de l'ordre la Congreació de les Germanes de la Sagrada Família d'Urgell.
- Agustí Duran i Sanpere (1887-1975), historiador, arqueòleg, arxiver i museòleg català. Impulsor de polítiques culturals a la Generalitat de Catalunya i a l'Ajuntament de Barcelona.
- Joan Comorera i Soler (1894-1958), conseller d'Economia i Agricultura de la Generalitat de Catalunya (1934).
- Josep Benet i Morell (1920-2008), polític, historiador i editor català, figura destacada del catalanisme polític.
- Ramon Turull i Bargués (1922-2003), mestre, escriptor, llibreter i editor cerverí.
- Jaume Ferran i Camps (1928-2016), poeta i professor.
- Josep Solsona i Duran (1932-1975), poeta.
- Rosa Fabregat i Armengol (1933), escriptora i farmacèutica. El 2017 rep el Premi Creu de Sant Jordi.
- Eulàlia Duran i Grau (1934), historiadora i professora de la Universitat de Barcelona. Premi Creu de Sant Jordi 2006.
- Josep Ramoneda i Molins (1949), periodista, filòsof i escriptor en català i castellà.
- Pepa Fernández i Vallés (1965), periodista i presentadora a Radio Nacional.
- Toni Nadal i Segura, (1971-2012), meteoròleg de Televisió de Catalunya.
- Rosaura Esteve-Puig (1981), investigadora en el camp de la biologia molecular del càncer.
- Marc Márquez i Alentà (1993), pilot de motociclisme, vuit vegades campió del món.
- Àlex Márquez i Alentà (1996), pilot de motociclisme, dos cops campió del món de motociclisme (2014 i 2019).
- Argent Déu Joval, constructor de gralles. Uns dels primers constructors de Gralla (instrument) en la recuperació de l'instrument als anys 1980.
- Manel Pedrós, ex-bateria del grup català Blaumut.

## Comunicacions
Es pot arribar a Cervera:
- En cotxe: per les autovies A-2 i C-25 i les carreteres N-II, L-303, L-311 i L-214

- En tren:   Renfe Operadora - Estació de Cervera, línies   i

- En autobús:
  - Línia L-28: Girona - Lleida (eixBus)
  - Línia e1: Lleida - Cervera (ALSA)
  - Línia Aeroport T1 - Barcelona - Igualada - Lleida (ALSA)
  - Línia Barcelona - Eth Pònt de Rei (ALSA)
  - Línia Barcelona - Balaguer (ALSA)